# Șleahove, Baștanka
Șleahove (în ucraineană Шляхове) este un sat în comuna Pliușcivka din raionul Baștanka, regiunea Mîkolaiiv, Ucraina.

## Demografie
Componența lingvistică a localității Cervona Zirka
     Ucraineană (100%)
Conform recensământului din 2001, toată populația localității Șleahove era vorbitoare de ucraineană (100%).